# Svetozar Pribićević
Svetozar Pribićević (serbiska: Светозар Прибићевић), född 26 oktober 1875 i Kostajnica, Kroatien, död 15 september 1936 i Prag, var en serbisk politiker från Kroatien.
Pribićević förordade länge centralisering av Jugoslavien, men kom senare att bli motståndare till densamma och kung Alexander I:s diktatur. Pribićević avled i exil.